# Aphelandra nuda
Aphelandra nuda är en akantusväxtart som beskrevs av Christian Gottfried Daniel Nees von Esenbeck. Aphelandra nuda ingår i släktet Aphelandra och familjen akantusväxter. Inga underarter finns listade i Catalogue of Life.